# Die Welt an und für sich
Die Welt an und für sich ist ein französischer animierter Kurzfilm von Sandrine Stoïanov und Jean-Charles Finck aus dem Jahr 2020.

## Handlung
Künstlerin Elisa lebt in Paris; sie arbeitet an großformatigen und farbenreichen Gemälden in ihrem kleinen Atelier und zeichnet in der Stadt schnelle Momentaufnahmen von Passanten mit Kohle in Schwarzweiß. Sie zeigt dem Galeristen Jovic Messiaen eine Auswahl ihrer Werke. Die Gemälde empfindet er als zu steif, während er von den Kohlezeichnungen angetan ist, sie für eine Einzelausstellung jedoch zu klein sind. Er verspricht, sie auszustellen, wenn sie größere Kohlezeichnungen anfertigen könne. Elisa jedoch zerbricht an dem Druck. Sie fertigt in langen Sitzungen Aktzeichnungen an, vergisst Termine mit dem Galeristen und kriegt kaum Schlaf. Jovic ist am Ende von den Aktzeichnungen begeistert und will die Ausstellung vorbereiten. Elisa jedoch erleidet kurz darauf einen Zusammenbruch, halluziniert und wird in eine psychiatrische Anstalt gebracht, in der sich einst auch Bildhauerin Camille Claudel aufhielt.
Ihr Leben in der Anstalt ist geprägt von Monotonie und der regelmäßigen Medikamenteneinnahme. Erst ein Eichhörnchen im Anstaltsgarten, das ihr regelmäßig Nüsse vor das Fenster legt, weckt in Elisa wieder Lebensgeister. Sie erhält einen kleinen Farbkasten und beginnt wieder zu malen. Jovic schickt ihr den Flyer zur Vernissage ihrer ersten Ausstellung unter dem Künstlernamen „Elisa K.“, die er De l’autre côté du miroir (Hinter dem Spiegel) genannt hat. Zudem liegt der Sendung ein größerer Malkasten bei. Elisa wird wieder produktiv und kann eines Tages die Klinik verlassen. Eine Nuss, die sie in ihrem Zimmer gefunden hat, legt sie zur Sammlung des Eichhörnchens auf das Fensterbrett ihres Zimmers.

## Produktion
Die Welt an und für sich war nach Irinka und Sandrinka die zweite Zusammenarbeit von Sandrine Stoïanov und Jean-Charles Finck. Stoïanov hatte die Idee zum Film, in dem sie eigene Erlebnisse verarbeitete: Zum Ende ihres Kunststudiums war sie so auf ihre Abschlussarbeit fixiert, dass sie nach Fertigstellung der Arbeit einen Zusammenbruch erlitt und eine Zeit in einer Klinik verbrachte. Stoïanov schuf einen ersten Entwurf des Drehbuchs, den Finck schließlich überarbeitete.
Die Arbeiten am Film fanden im Juli und August 2015 sowie von Juli bis Oktober 2016 bei Ciclic Animation statt. Der Film wurde zunächst in Schwarz-Weiß am Computer animiert, wobei Adobe Flash und Adobe Animate zum Einsatz kamen. Anschließend wurden die einzelnen Bilder auf Papier projiziert und mit Tusche und teilweise auch Ölfarben ausgemalt.
ARTE strahlte Die Welt an und für sich am 1. November 2020 erstmals im deutschen Fernsehen aus. Im Folgejahr lief der Film auf verschiedenen Festivals, darunter im Juni 2021 auf dem Festival d’Animation Annecy, im August 2021 auf dem Rhode Island International Film Festival sowie im November 2021 auf dem portugiesischen Animationsfilmfestival Cinanima.

## Auszeichnungen
Auf dem Festival d’Animation Annecy lief Die Welt an und für sich 2021 im Wettbewerb um den Cristal d’Annecy. Der Film wurde 2022 für einen César in der Kategorie Bester animierter Kurzfilm nominiert.